# Шапел Ласон
Шапел Ласон (фр. Chapelle-Lasson) насеље је и општина у североисточној Француској у региону Шампањ-Арден, у департману Марна која припада префектури Еперне.
По подацима из 2011. године у општини је живело 87 становника, а густина насељености је износила 5,78 становника/km². Општина се простире на површини од 15,04 km². Налази се на средњој надморској висини од 78 метара.

## Демографија
| 1962. | 1968. | 1975. | 1982. | 1990. | 1999. | 2011. |
| ----- | ----- | ----- | ----- | ----- | ----- | ----- |
| 155   | 162   | 132   | 136   | 103   | 105   | 87    |

График промене броја становника у току последњих година